# 아즈텍의 쌍두사
아즈텍의 쌍두사(double-headed serpent)는 대영박물관에 소장 중인 아즈텍 제국의 유물이다. 나무를 깎아 만들어서 터키석과 조개껍질로 도배해 놓았다. 유럽 전체에 이런 조각이 약 25점 있으며, 대영박물관에는 9점 소장 중이다. 아스텍 제국에서 종교적 의례를 거행할 때 사용된 것으로 추측된다.

## 상세

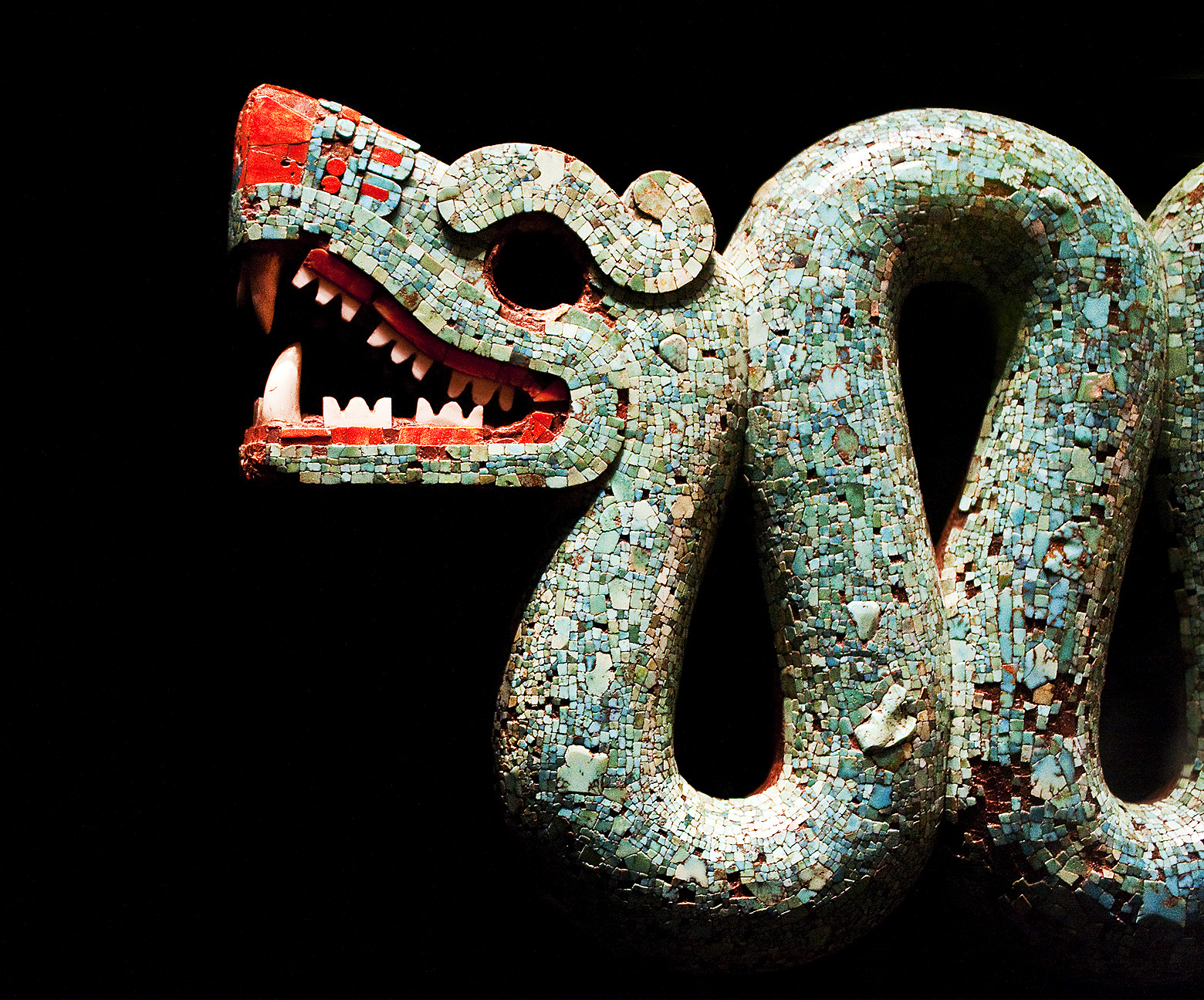
쌍두사의 좌측부

양쪽에 머리가 달린 뱀 (쌍두사)가 물결치는 모양으로 꼬여 있는 조각품으로, 삼나무 한 조각을 깎아 만들었다. 뒷면을 보면 무게를 가볍게 하기 위해 속이 파내어져 있는데, 한때는 뒷면에도 금박이 입혀 있었으나 지금은 모두 벗겨졌고, 머리 쪽 부분에만 장식이 남아 있다.
쌍두사의 몸통은 터키옥으로 만든 청록색 모자이크로 덮여 있다. 터키옥을 작고 납작한 타일 조각으로 깨뜨려 목재로 된 몸체에 소나무 수지로 부착하여 만들었는데, 조각의 수만 2,000여 개를 넘게 사용하여 납작한 면임에도 섬세한 곡면 표현이 가능했다. 터키옥은 본래 멕시코에서 생산되던 것이 아니라 북서쪽으로 1,600km 떨어진 오아시사메리카 지역 (오늘날 미국 서부의 포 코너스 일대)에서 고대 푸에블로인들이 채취한 것을 수입해 들여온 것으로 밝혀졌다. 터키옥을 자르는 데에는 석기 도구를 사용하였다.
뱀머리의 눈 쪽에 구멍이 나 있는데, 밀랍과 수지를 붙였던 흔적이 남아 있다. 이쪽은 원래 눈알이 들어가는 자리였고 황철석으로 만는 구슬을 박아넣었던 것으로 추정된다. 코와 입 쪽의 빨간색과 흰색 대비가 선명한데, 각각 조개 껍질과 소라 껍질을 붙여 넣은 것이다. 붉은색 부분을 표현할 때에는 가시국화조개 껍질이 사용되었으며, 껍질을 붙일 때 사용되는 접착제 자체도 적철광으로 착색하여 빈틈 없이 완벽하게 만들려 했던 지혜를 엿볼 수 있다. 흰색 껍질은 여왕분홍고둥 (Aliger gigas)의 껍질을 쓴 것으로 알려져 있다.

## 역사
아즈텍의 쌍두사의 출처와 유출 경위는 알려진 바가 없지만, 스페인의 정복자였던 에르난 코르테스가 스페인 왕실의 명령으로 멕시코를 정복할 당시 획득한 유물일 가능성이 제기되고 있다. 에르난 코르테스는 1519년 멕시코 연안에 처음 상륙, 일련의 전투 끝에 1519년 11월 8일 아즈텍 제국의 수도에 입성하였으며, 아즈텍을 다스리던 몬테수마 2세의 환대를 받았다고 알려져 있다. 일각에서는 몬테수마 2세가 코르테스를 깃털 달린 뱀의 신 케찰코아틀이라 여겼기 때문이라는 설이 제기되나, 학계에서는 그 이야기 자체가 스페인에서 선전용으로 써먹기 위해 지어낸 허구의 이야기라는 반박이 제기되고 있다.
경위가 어떻든 간에 에르난 코르테스는 수많은 보물을 선물받았는데 이 가운데에는 터키석 조각품, 그리고 정황상 본 작품도 있었던 것으로 전해진다. 몬테수마 2세의 환대와 선물에도 에르난 코르테스는 1521년 몬테수마를 포로로 사로잡고 휘하 부대를 지휘하여 수도 테노치티틀란을 점령하였다. 이와 더불어 멕시코에는 없었던 천연두와 기타 질병들을 옮겨 오면서 많은 원주민들을 희생시켰다.
코르테스의 보물은 1520년대에 유럽에 도착하여 대단한 관심을 불러일으켰으나, 터키옥 조각품만큼은 다른 작품으로의 활용을 위해 피렌체의 보석상에서 분해되면서 그 명을 달리했다고 알려져 있다. 현재 대영박물관에 소장된 쌍두사 조각품은 분해를 피해 전해지는 희귀한 작품들로, 크리스티 재단 (Christy Fund)에서 출처를 알 수 없는 곳에서 입수하여 전달한 것으로 알려져 있다. 2003년 《멕시코에서 온 터키석 모자이크》 (Turquoise mosaics from Mexico)에서 닐 맥그레거는 헨리 크리스티가 이들 작품을 수집하여 대영박물관에 공헌하였다고 소개하고 있다.
대영박물관은 아즈텍의 쌍두사 뿐만 아니라 멕시코의 터키석 모자이크 유물을 총 아홉 점 소장하고 있다. 동시대 멕시코의 터키석 모자이크는 현재 유럽에 25점밖에 남아 있지 않은 것으로 알려져 있다.

## 해석과 평가
소재로 삼은 뱀과 관련해서 그것이 상징하는 의미로 해석하려는 시각이 많다. 우선 뱀은 낡은 껍질을 벗고 다시 태어나는 습성을 지녔기 때문에 부활을 상징한다는 설이 있다. 하필 쌍두사의 모습으로 만든 것은 두 뱀머리가 각각 지상과 지하 세계를 상징하고 있기 때문이라는 설도 제기된다. 뱀은 멕시코 신들에게 강한 존재로 묘사되는데, 우선적으로 미스텍 신화에서 아즈텍 사제의 수호신이자 죽음과 부활의 상징이었던 깃털 달린 뱀신 케찰코아틀이 있었고, 다른 신들도 뱀의 특성을 조금씩 취하고 있었다.
뱀과 녹색은 모두 비옥함을 상징하며, 이 비옥함이야말로 아즈텍의 대다수 종교 의식에서 기도하던 바였다. 청록색은 새로운 성장과 물, 케찰의 깃털을 연상시키는 색으로 아즈텍 사제들이 종교 의식을 할 때마다 착용했던 색상이기도 했다. 빛나는 청록색 가죽과 벌어진 턱은 보는 사람을 감동시키기도 하고 공포에 떨게도 만들었다.
보다 실질적인 시각도 존재한다. 터키석 모자이크 세공으로 유명했던 민족은 아즈텍인이 아니라 미스텍인이었다. 아즈텍 제국의 전성기에 아즈텍의 지배 하에 있던 미스텍 마을들이 아즈텍 황제에게 공물을 바쳐야 했는데 이 때 전해진 것이 금세공품과 터키석 세공품이라는 분석이다. 특히 이 쌍두사 조각품은 무시무시한 아즈텍의 위용을 드러낼 만한 귀중한 조공품이었던 것으로 보인다.
2010년 BBC와 대영박물관의 협력으로 제작된 라디오 프로그램인 〈100대 유물로 보는 세계사〉에서 소개되었다. 전세계 고대 유물을 소개하는 '히스토리움' (Historium)에서도 본 작품을 선정한 바 있다.

## 같이 보기
- 우로보로스